# Салтара
Салта̀ра (на италиански: Saltara, на местен диалект Saltèra, Салтера) е градче в Централна Италия, община Коли ал Метауро, провинция Пезаро и Урбино, регион Марке. Разположено е на 160 m надморска височина.